# 楊中極
杨中极（？—？），號蕙榜，山西平阳府蒲州民籍。明朝政治人物。

## 生平
萬曆四十年（1612年）壬子科山西鄉試舉人，天啓二年（1622年）壬戌科進士。三年授中书，七年十二月官四川道御史，崇祯元年（1628年）巡按直隶，巡视卢沟桥，又任巡漕御史，告病归。